# Atractaspididae
Atractaspididae là một họ rắn được tìm thấy ở Châu Phi và Trung Đông.
Hiện họ này có 12 chi được công nhận.

## Phân loại
Họ này trước đây được xếp là phân họ của họ Colubridae: có tên là Aparallactinae.
| Subfamily Atractaspidinae -- 13 Genera |                 |               |                                 |                     |
| Genus                                  | Taxon author    | Species Count | Common name                     | Geographic range    |
| Amblyodipsas                           | W. Peters, 1857 | 9             | glossy snakes                   | Africa              |
| Aparallactus                           | A. Smith, 1849  | 11            | centipede-eaters                | Africa              |
| Atractaspis                            | A. Smith, 1849  | 15            | burrowing asps, stiletto snakes | Africa, Middle-East |
| Brachyophis                            | Mocquard, 1888  | 1             | Revoil's short snake            | Africa              |
| Chilorhinophis                         | F. Werner, 1907 | 3             | Africa                          |                     |
| Hypoptophis                            | Boulenger, 1908 | 1             | African bighead snake           | Africa              |
| Homoroselaps                           | Jan, 1858       | 2             | harlequin snakes                | Southern Africa     |
| Macrelaps                              | Boulenger, 1896 | 1             | Natal black snake               | Africa              |
| Micrelaps                              | Boettger, 1880  | 4             | two-headed snakes               | Africa, Middle-East |
| Poecilopholis                          | Boulenger, 1903 | 1             | Cameroon racer                  | Africa              |
| Polemon                                | Jan, 1858       | 13            | snake-eaters                    | Africa              |
| Xenocalamus                            | Günther, 1868   | 5             | quill-snouted snakes            | Africa              |